# San Juan, Zumpahuacán
San Juan är en ort i Mexiko.   Den ligger i kommunen Zumpahuacán och delstaten Mexiko, i den sydöstra delen av landet, 80 km sydväst om huvudstaden Mexico City. San Juan ligger 1 698 meter över havet och antalet invånare är 621.
Terrängen runt San Juan är kuperad. Runt San Juan är det ganska tätbefolkat, med 120 invånare per kvadratkilometer. Närmaste större samhälle är Ixtapan de la Sal, 10,2 km väster om San Juan. I omgivningarna runt San Juan växer huvudsakligen savannskog.